# Phytomyza aurei
Phytomyza aurei är en tvåvingeart som beskrevs av Erich Martin Hering 1931. Phytomyza aurei ingår i släktet Phytomyza och familjen minerarflugor.
Artens utbredningsområde är Tyskland. Inga underarter finns listade i Catalogue of Life.